# Stereospermum rhoifolium
Stereospermum rhoifolium là một loài thực vật có hoa trong họ Chùm ớt. Loài này được (Baill.) H.Perrier miêu tả khoa học đầu tiên năm 1938.